# Pan European Game Information

Logo

Pan European Game Information (engl. für Europaweite Spielinformation, kurz PEGI [ˈpɛgi]) ist das erste europaweite Alterseinstufungssystem für Computerspiele und wird von der Interaktiven Softwareföderation Europas (ISFE) verwaltet. Für die praktische Umsetzung des PEGI-Systems ist das niederländische Institut für die Klassifizierung audiovisueller Medien (NICAM) zuständig.

## Geschichte
PEGI wurde als einheitliches europäisches System entwickelt, um die Uneinheitlichkeit zwischen den Software-Einstufungssystemen verschiedener Länder zu beseitigen und den europaweiten Verkauf von Spielen zu erleichtern. Außerdem sollten die Kosten der Softwareunternehmen gesenkt und die Prüfzeiten verkürzt werden. Entworfen wurde PEGI zwischen Mai 2001 und Mai 2002 von einer multinationalen Arbeitsgruppe, die aus Vertretern von Regierungen, Verbänden und der Spieleindustrie bestand.
Das System wurde im April 2003 in den europäischen Ländern eingeführt und ersetzte dort die bisherigen freiwilligen Einstufungssysteme. Im Gegensatz zu manchen anderen Einstufungssystemen werden nur Empfehlungen für die Käufer und Eltern ausgesprochen, die Einstufungen sind in vielen Ländern nicht verbindlich.
Seit Juli 2009 gibt es neue PEGI-Symbole, welche sich farblich unterscheiden (Grün für 3+ und 7+, Gelb für 12+ und 16+, Rot für 18+).

## Verfahren
Das PEGI-System besteht aus zwei Teilen: einer Altersempfehlung und einer Inhaltsbeurteilung. Auf der Spieleverpackung werden beide durch diverse Symbole angegeben.
Der Bewertungsvorgang wird von der Spieleindustrie eigenständig anhand eines Bewertungsbogens vorgenommen. Hierzu müssen die Spieleentwicklungsunternehmen dem System beitreten und einen Verhaltenskodex unterzeichnen, in dem sie sich verpflichten, den Käufern und Eltern objektive, wahrheitsgemäße Informationen über die passende Alterseinstufung ihrer Spiele zu geben. Der Publisher verpflichtet sich außerdem, auch die Werbung seiner Produkte dieser Einstufung anzupassen.
Nachdem sie ein Spiel getestet haben, füllen die internen Programmierer der Hersteller über ein Intranet den Bewertungsbogen aus. Anhand dieser Angaben wird dem Spiel vorläufig eine Bewertung zugeteilt. Die vom Hersteller vorgeschlagenen Altersempfehlungen werden dann von NICAM kontrolliert und überprüft. Nach Beendigung des Prozesses werden die betreffenden Spiele durch NICAM (im Auftrag von ISFE) bestätigt und eine Lizenz für die Benutzung der speziellen Logos erteilt.
Für eine PEGI-Alterskennzeichnung von Online-Spielen und allen anderen Arten von Apps gilt das Verfahren der International Age Rating Coalition (IARC), bei dem PEGI gemeinsam mit anderen offiziellen Alterseinstufungsinstitutionen in einem einheitlichen Prozess regional unterschiedliche Altersbewertungen für eine App vergeben kann.

## Nationale Besonderheiten

Verbreitung verschiedener Systeme

Portugal nahm kleinere Änderungen am Einstufungssystem vor, um das System an die dortigen Gesetzgebung anzupassen. So gab es dort bis Januar 2021 statt der Einstufung „3+“ die Einstufung „4+“ und statt „7+“ die Einstufung „6+“.
In Finnland gab es statt der Einstufung „16+“ die Einstufung „15+“ und statt der Einstufung „12+“ die Einstufung „11+“. Zum 1. Januar 2007 wurden diese durch die  Standardaltersstufen ersetzt.
Im Vereinigten Königreich musste die PEGI-Einstufung bei Spielen mit nicht jugendverträglichem Inhalt durch das BBFC-Einstufungssystem freigegeben werden. Inzwischen wurde aber auch dort das PEGI-System übernommen und gesetzlich verankert.
Deutschland – einer der größten Märkte für Videospiele – übernahm das PEGI-System nicht. Stattdessen benutzt man die verbindliche Alterskennzeichnung der USK. Dennoch findet man die PEGI-Klassifizierung oft auf Produkten für den deutschsprachigen Raum, da diese ebenso für den österreichischen und schweizerischen Markt produziert werden.
In folgenden Ländern ist die PEGI-Kennzeichnung gesetzlich vorgeschrieben: Österreich (nur Wien und Kärnten), Finnland (oder VET-Einstufung), Irland (ggf. IFCO), Island, Israel, Litauen, Niederlande und Vereinigtes Königreich. Die meisten europäischen Länder sind in einem Beratungsausschuss (PEGI-Rat) vertreten.

## Alterseinstufungen
Die Symbole befinden sich auf der Vorder- und Rückseite der Spielverpackung.
| Symbol 2003–2009 | Symbol 2009–2010 | Symbol seit 2010 | Beschreibung                   | Anmerkungen                                      |
| ---------------- | ---------------- | ---------------- | ------------------------------ | ------------------------------------------------ |
| PEGI 3+          | PEGI 3 (grün)    | PEGI 3 (grün)    | Empfohlen ab 3 Jahren          |                                                  |
| PEGI 4+          | PEGI 4 (grün)    | PEGI 4 (grün)    | Empfohlen ab 4 Jahren          | Nur in Portugal bis Januar 2021; anstatt PEGI 3  |
| PEGI 6+          | PEGI 6 (grün)    | PEGI 6 (grün)    | Empfohlen ab 6 Jahren          | Nur in Portugal bis Januar 2021; anstatt PEGI 7  |
| PEGI 7+          | PEGI 7 (grün)    | PEGI 7 (grün)    | Empfohlen ab 7 Jahren          |                                                  |
| PEGI 11+         |                  | PEGI 11 (gelb)   | Empfohlen ab 11 Jahren         | Nur in Finnland bis Januar 2007; anstatt PEGI 12 |
| PEGI 12+         | PEGI 12 (gelb)   | PEGI 12 (gelb)   | Empfohlen ab 12 Jahren         |                                                  |
| PEGI 15+         |                  | PEGI 15 (gelb)   | Empfohlen ab 15 Jahren         | Nur in Finnland bis Januar 2007; anstatt PEGI 16 |
| PEGI 16+         | PEGI 16 (gelb)   | PEGI 16 (gelb)   | Empfohlen ab 16 Jahren         |                                                  |
| PEGI 18+         | PEGI 18 (rot)    | PEGI 18 (rot)    | Empfohlen ab 18 Jahren         |                                                  |
|                  |                  | PEGI ! (gelb)    | Elterliche Kontrolle empfohlen |                                                  |

Bis Dezember 2015 wurden 25.387 Spiele untersucht, von denen 42,2 % mit PEGI 3, 15,8 % mit PEGI 7, 22,3 % mit PEGI 12, 12,7 % mit PEGI 16 und 7 % mit PEGI 18 bewertet wurden.

## Symbole für die Inhaltsbeurteilung
Für eine Klassifizierung nach inhaltlichen Merkmalen gibt es farblose, quadratische Symbole. Von den Änderungen im Juni 2009 sind diese nicht betroffen gewesen. Diese Symbole finden sich nur auf der Rückseite einer Verpackung.
Die Symbole zur Inhaltsklassifizierung mit ihren inhaltlichen Kriterien für eine Kennzeichnung sind wie folgt:
| Symbol | Bezeichnung        | Inhaltliche Kriterien |
| ------ | ------------------ | --- |
|        | Gewalt             | Das Spiel enthält Gewaltdarstellungen (bei PEGI 7: nichtrealistische Gewaltdarstellungen, bei PEGI 12: Gewalt in einer Fantasy-Umgebung, bei PEGI 16/18: realistische Gewaltdarstellungen)                                                      |
|        | Schimpfwörter      | Das Spiel enthält vulgäre Sprache (bei PEGI 12: Kraftworte, Flüche, Beleidigungen, bei PEGI 16/18: Blasphemie, sexuelle Kraftworte) |
|        | Angst              | Das Spiel könnte verängstigend auf Kinder wirken (bei PEGI 7) oder enthält Horrorelemente (bei PEGI 12) |
|        | Sex                | Nacktheit oder sexuelle Handlungen (bzw. Anspielungen darauf) werden gezeigt (bei PEGI 12: Wörter oder Taten mit sexuellen Anspielungen, bei PEGI 16: erotische Darstellungen und Nacktheit mit sexuellem Bezug, bei PEGI 18: Sexdarstellungen) |
|        | Drogen             | Darstellung von oder Bezugnahme auf Drogenkonsum (bei PEGI 16: Tabak und Alkohol, bei PEGI 18: illegale Drogen) |
|        | Glücksspiel        | Das Spiel enthält Glücksspielelemente oder ermuntert zum Glücksspiel (PEGI 18; bei vor 2020 erschienenen Titeln auch bei PEGI 12 und PEGI 16 zu finden)                                                                                         |
|        | Diskriminierung    | Darstellung von Diskriminierung oder Elemente, die als Aufforderung zu Diskriminierung verstanden werden können (bei PEGI 18) |
|        | Online             | Das Spiel enthält Online-Inhalte (Seit 2015 nicht mehr verwendet) |
|        | Mikrotransaktionen | Das Spiel enthält Mikrotransaktionen |

### Online
Webspiele ohne obige Problemdarstellungen und damit PEGI 3 entsprechend können mit PEGI OK () ausgezeichnet werden. Websites, die dem PEGI Online Safety Code folgen – d. h. keine illegalen oder anstößigen Inhalte beinhalten, Meldemechanismen dafür besitzen und Datenschutz gewährleisten –, können dies mit  angeben.

### Anordnung der Symbole
Wie die Symbole auf Verpackungen, Webseiten und in der Werbung dargestellt und angeordnet werden müssen, ist in den PEGI Guidelines festgelegt.
Auf dunklen Hintergründen müssen hellere Varianten der Logos mit weißem statt schwarzem Hintergrund verwendet werden. Die Positionierung mit den Alterssymbolen kann übereinander oder nebeneinander angeordnet sein. Der Schriftzug mit der Webadresse muss mittig unter den Symbolen angeordnet sein.
Ähnliche Piktogramme gibt es auch in anderen Einstufungssystemen, insbesondere auf dem asiatischen Markt. In Südkorea gibt es noch ein Symbol für Folter. Sehr ähnlich sind die Symbole des niederländischen Film- und Fernsehratingsystems Kijkwijzer.

## Liste der Länder, die bei PEGI angeschlossen sind
- Belgien
- Bulgarien
- Dänemark
- Estland
- Finnland
- Frankreich
- Griechenland
- Irland
- Island
- Israel
- Italien
- Lettland
- Litauen
- Luxemburg
- Malta
- Niederlande
- Norwegen
- Österreich[9]
- Polen
- Portugal
- Rumänien
- Spanien
- Schweden
- Schweiz
- Slowakei
- Slowenien
- Tschechien
- Ungarn
- Vereinigtes Königreich
- Zypern

Neben diesen Ländern, die offiziell bei PEGI angeschlossen sind, bieten noch weitere Länder Spiele mit einer PEGI-Klassifizierung an. Diese Länder sind kein offizielles PEGI-Mitglied, bieten jedoch das PEGI-System an, weil sie z. B. keine eigene Klassifizierung verwenden. Es kommt auch vor, dass solche Länder Spiele aus einem Land, das Mitglied der PEGI ist, importieren und im eigenen Land verkaufen.